# Bingo (Zoaga)
Pour les articles homonymes, voir Bingo (homonymie).
Ne doit pas être confondu avec Bingo (Bingo).
Bingo est un village du département et la commune rurale de Zoaga, situé dans la province du Boulgou et la région du Centre-Est au Burkina Faso.

## Géographie

### Situation
Il s'agit d'un village-frontière avec le Ghana.

### Démographie
- En 2003, le village comptait 1 119 habitants estimés[2].
- En 2006, le village comptait 1 010 habitants recensés[1].